# Європейська Економічна Палата в Україні
Європейська Економічна Палата в Україні (EEIG) — міжнародна неурядова організація, зареєстрована у формі «Європейської групи з економічних інтересів» в арбітражному суді в Брюсселі, відповідно до правил № 2137/85 Європейських співтовариств від 25 липня 1985 р.

## Створення
Ініціатива передових бізнес кіл Європейського Союзу, підприємців, фахівців і корпорацій, що бажають сприяти гармонізації ринків країн Східної Європи і ЄС назріла вже давно. На основі цього, в 1998 році була створена Європейська Економічна Палата, основними цілями й завданнями якої стали: загальна підтримка політичних, економічних, соціальних, наукових та екологічних інтересів уряду країн ЄС у рамках приватного сектору:
- Підтримка Східно-Європейських країн;
- Глобальне спорудження нових ринкових мостів;
- Спрямування зусиль і ресурсів у сферу інновацій і нових технологій;
- Підтримка обраних проектів у наданні міждисциплінарних розв'язків;
- Сприяння взаєморозумінню й співробітництву між усіма народами Землі, будівництво «мостів» між Європою й світом;
- Мотивація й винагорода передового досвіду в комерції, торгівлі, індустрії, навчанні, науці й мистецтві.

Представництва «Європейської Економічної Палати Торгівлі Комерції та Промисловості» знаходяться в більш ніж 50 країнах світу, що дозволяє здійснювати ефективну комунікацію в усіх сферах міжнародного співробітництва.
Представництво «Європейської Економічної Палати Торгівлі, Комерції та Промисловості» в Україні (EEIG Україна) пройшло реєстрацію в Міністерстві Юстиції і почало свою діяльність 1 вересня 2010 року. Європейська Економічна Палата має всі повноваження для виконання своєї місії в Україні. Першочерговим завданням EEIG Україна є надання консультаційних послуг уряду України, щодо гармонізації внутрішнього ринку країни з ринком ЄС, а також сприяння бізнес-співпраці України та ЄС.

## Місія
EEIG, як консультант урядових органів з питань гармонізації внутрішніх ринків країн з ринком ЄС, сприяє співробітництву між бізнес-партнерами з ЄС і з інших країн світу.
Григорський Станіслав Миколайович
Президент Європейської Економічної Палати Торгівлі, Комерції та Промисловості в Україні

## Стратегія
Для досягнення своїх цілей і завдань, «Європейська Економічна Палата Торгівлі, Комерції та Промисловості» співпрацює в області політики, економіки, бізнесу, науки, освіти, технологій і фінансів. Наша адміністрація, Генеральний Секретаріат і Керівний Орган перебувають у Брюсселі, і відповідають за впровадження політики «Європейської Економічної Палати Торгівлі, Комерції та Промисловості» у дію. У діяльність експертних фахівців і партнерів корпоративних членів «Європейської Економічної Палати Торгівлі, Комерції та Промисловості» входять конкретні завдання в певних областях бізнесу. «Європейська Економічна Палата Торгівлі, Комерції та Промисловості» запрошує до співробітництва зацікавлені сторони, об'єднання, організації, установи по усьому світу.

## Цілі
EEIG - організація індивідуальних і корпоративних членів, довгостроковою ініціативою яких є внесок у гармонізацію економіки України та ЄС з наступними цілями й завданнями:
- сприяння розширенню міжнародного співробітництва в розвитку та впровадженні нових технологій, обмін товарами і послугами;
- організація підтримки приватного бізнесу;
- тісна взаємодія і співробітництво із профільними комісіями та комітетами Європейського Союзу;
- сприяння виходу українських компаній на нові ринки, у тому числі й за межами ЄС;
- формування бази даних інвестиційних програм для залучення європейських інвестицій в українську економіку;
- сприяння гармонізації вимог європейських і українських стандартів якості шляхом уведення сертифікації відповідності товарів і послуг в Україні;
- підготовка підприємств-партнерів EEIG до умов глобальної конкуренції.

## Структура

### Вертикальна структура
Існує вертикальна (або регіональна) структура, очолювана багатофункціональним урядом, і представлена у вигляді національної ієрархії: президента, віце-президента, голів " робочих комісій" і т.д. До складу робочих комісій входять голови, група експертів і фахівців. Вони охоплюють усі сфери бізнесу й можуть бути створені у всіх країнах і регіонах.

### Горизонтальна структура
Горизонтальна (або професійна) структура складається із центральних відділень, що спеціалізуються на певній діяльності. Центральні офіси працюють під керівництвом осіб, які є експертами у своїй області. На відмінності від " робочих комісій", які є частиною як регіональної, так і професійної структури, центральне бюро може працювати не тільки на національному рівні, але й на міжнародній основі.

 Виконавча влада

| EEIG                 |
| -------------------- |
| Голова               |
| Рада директорів      |
| Генеральний секретар |

| Організація палати          | Організація палати                                 |
| --------------------------- | -------------------------------------------------- |
| Вертикальна структура       | Горизонтальна структура                            |
| Регіональні галузеві філії  | Спеціалізовані центральні офіси                    |
| Президент і віце-президенти | Глави центральних керувань професійних президентів |
| Голови 22 робочих комісій   | Глави центральних керувань професійних президентів |
| Почесні функціонери         | Група незалежних експертів                         |
| Персональні делегати        |                                                    |
| Корпоративні делегати       |                                                    |
| Партнери/Спонсорство        |                                                    |
| Союзи                       |                                                    |